# Teens of Denial
Teens of Denial è il decimo album in studio del gruppo musicale statunitense Car Seat Headrest, pubblicato il 20 maggio 2016 dalla Matador Records. L'album è stato il secondo della band per l'etichetta e il primo a consistere in materiale appena scritto. Nel gennaio 2025 la rivista Rolling Stone lo inserisce nella lista dei 250 migliori album del 21º secolo fino ad adesso, nella posizione 248.

## Tracce
Testi e musiche di Will Toledo.
1. Fill in the Blank – 4:04
2. Vincent – 7:45
3. Destroyed by Hippie Powers – 5:03
4. (Joe Gets Kicked out of School for Using) Drugs with Friends (But Says This Isn't a Problem) – 5:37
5. Not What I Needed – 4:31
6. Drunk Drivers / Killer Whales – 6:14
7. 1937 State Park – 4:00
8. Unforgiving Girl (She's Not An) – 5:26
9. Cosmic Hero – 8:31
10. The Ballad of the Costa Concordia – 11:30 – contiene testo ed elementi del brano White Flag, scritto da Florian Armstrong, Rollo Armstrong e Rick Nowels
11. Connect the Dots (The Saga of Frank Sinatra) – 6:07
12. Joe Goes to School – 1:19